# Hæggerup
Hæggerup er en landsby i Tybjerg Sogn, Næstved Kommune. Landsbyen kendes nok mest som fødested for Lars Andersen Hækkerup og Hans Kristen Hækkerup. Lars Andersen tog i 1883 navn efter sin hjemstavn.
|  | Denne artikel om lokaliteten Hæggerup kan blive bedre, hvis der indsættes et (bedre) billede. Du kan hjælpe ved at afsøge Wikimedia Commons for et passende billede eller lægge et op på Wikimedia Commons med en af de tilladte licenser og indsætte det i artiklen. |

55°20′12.16″N 11°47′53.52″Ø / 55.3367111°N 11.7982000°Ø